# 烏尼雷亞阿爾巴尤利亞足球會
烏尼雷亞阿爾巴尤利亞足球會(Unirea Alba Iulia) (羅馬尼亞語發音：[uˈnire̯a ˌalba ˈjuli.a])是一支位於羅馬尼亞阿爾巴尤利亞的職業足球會，目前於羅馬尼亞足球丁級聯賽角逐。

## 榮譽
羅馬尼亞足球甲級聯賽
- 第6名 2003–04

羅馬尼亞足球乙級聯賽
- 冠軍 (2): 2002-03, 2008–09
- 亞軍 (1): 1993-94

羅馬尼亞足球丙級聯賽
- 冠軍 (3): 1978–79, 1983–84, 1987–88
- 亞軍 (1): 1981–82

羅馬尼亞足球戊級聯賽
- 冠軍: 2014–15

## 外部連結
- Romanian Soccer （页面存档备份，存于）
- Official website （页面存档备份，存于）